# Gnophos bellieri
Gnophos bellieri är en fjärilsart som beskrevs av Charles Oberthür 1913. Gnophos bellieri ingår i släktet Gnophos och familjen mätare. Inga underarter finns listade i Catalogue of Life.